# Акіак (Аляска)
Акіак (англ. Akiak) — місто (англ. city) в США, в окрузі Бетел штату Аляска. Населення — 462 особи (2020).

## Географія
Акіак розташований за координатами 60°54′36″ пн. ш. 161°12′59″ зх. д. / 60.91000° пн. ш. 161.21639° зх. д. (60.909982, -161.216376).  За даними Бюро перепису населення США в 2010 році місто мало площу 8,05 км², з яких 5,43 км² — суходіл та 2,62 км² — водойми.

## Демографія
Згідно з переписом 2010 року, у місті мешкало 346 осіб у 90 домогосподарствах у складі 69 родин. Густота населення становила 43 особи/км².  Було 98 помешкань (12/км²).
Расовий склад населення:
| - 92,8 % — корінних американців - 5,2 % — білих |

До двох чи більше рас належало 2,0 %. Частка іспаномовних становила 0,3 % від усіх жителів.
За віковим діапазоном населення розподілялося таким чином: 37,6 % — особи молодші 18 років, 56,6 % — особи у віці 18—64 років, 5,8 % — особи у віці 65 років та старші. Медіана віку мешканця становила 25,8 року. На 100 осіб жіночої статі у місті припадало 95,5 чоловіків;  на 100 жінок у віці від 18 років та старших — 98,2 чоловіків також старших 18 років.
Середній дохід на одне домашнє господарство  становив 45 363 долари США (медіана — 42 000), а середній дохід на одну сім'ю — 46 176 доларів (медіана — 45 208). Медіана доходів становила 36 250 доларів для чоловіків та 38 750 доларів для жінок. За межею бідності перебувало 31,3 % осіб, у тому числі 38,7 % дітей у віці до 18 років та 20,0 % осіб у віці 65 років та старших.
Цивільне працевлаштоване населення становило 113 осіб. Основні галузі зайнятості: освіта, охорона здоров'я та соціальна допомога — 42,5 %, публічна адміністрація — 30,1 %, транспорт — 9,7 %, роздрібна торгівля — 8,0 %.